# Jean Péru
Jean Péru (1650-1723), est un architecte et sculpteur avignonnais du XVIIe siècle. Il est le père de Jean-Baptiste Ier Péru et le grand-père de Jean-Baptiste II Péru (1707 - 1790), qui poursuivirent son œuvre tant de sculpteur que d'architecte. Un autre de ses petits-fils, Joseph Péru (1721 - 1800), frère de Jean-Baptiste II, préféra se tourner vers la peinture, où il rencontra un certain succès .

## Biographie
Troisième fils de Marguerite Gauane et du sculpteur sur bois Michel Péru, d'origine lorraine mais ayant réalisé la plus grande partie de sa carrière à Avignon, il est baptisé le 19 juin 1650 sous le prénom de Jean-Baptiste. C'est probablement à cause du décès, à l'âge de huit ans, le 8 août 1651, de son frère aîné prénommé Jean (baptisé le 2 février 1643) que ses parents simplifient son prénom en Jean. Son frère Pierre (baptisé le 25 mai 1649), devenu de ce fait l'aîné, fut également sculpteur et architecte. 
Jean Péru fit son apprentissage dans l'atelier paternel en même temps que Jacques Bernus et Jean Dedieu et, par la suite, eut lui-même de nombreux apprentis pour la sculpture et fut ainsi le maître de quelques artistes connus du XVIIIe siècle, tels le sculpteur lyonnais Marc Chabry ou l'ornemaniste Bernard Toro. 
Au début des années 1680, Jean Péru commence à porter le titre de maître-architecte ; on suppose que son maître dans cet art a été Louis-François de Royers de la Valfenière, avec qui il était très lié.

## Œuvres architecturales
Principalement à Avignon : 

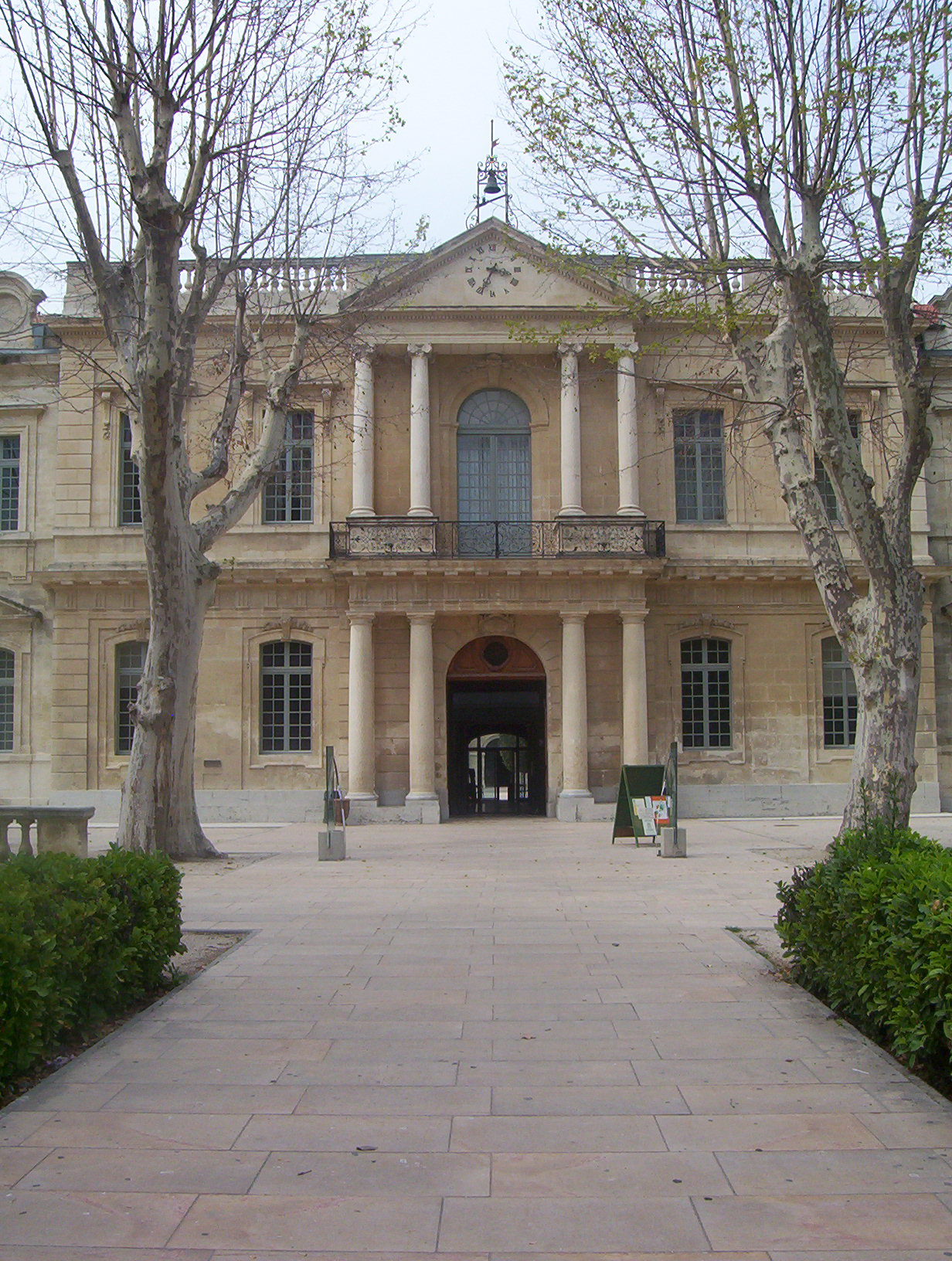
Façade de l'ancien hôpital Sainte-Marthe, aujourd'hui siège de l'université d'Avignon.

- La façade de l'hôpital Sainte-Marthe. Cette façade de 175 mètres de long fut érigée entre 1667 et 1830. Jean Péru y travaille seulement entre 1689 et 1693 mais elle lui doit ses travées étroites et serrées, à deux niveaux de fenêtres, surmontées de lucarnes jugées « pittoresques »[7]. Le dessin des travées dues à Péru (les premières à l'ouest du portique central) sera repris à l'identique lors de la reconstruction totale de l'aile opposée (de 1743 à 1748 par Jean-Baptiste Franque) puis encore en 1830 lors de la prolongation de l'aile du couchant[8].
- Le bâtiment de la Charité de Tarascon (Bouches-du-Rhône), construit quelques années avant celui de l'hôpital Sainte-Marthe, qui fut rasé après avoir été sévèrement endommagé par les bombardements de 1944[9].
- L'hôtel de Massilian (du nom de la famille qui occupa les lieux au XVIIIe siècle) qui abrite depuis 1996 le musée Angladon - Collection Jacques Doucet.
- L'ancien maître-autel du collège des jésuites (actuel musée lapidaire) au XVIIe siècle . Il s'agissait d'un grand portique en pierre et stuc faisant tout le tour de l'abside. Il comprenait dix colonnes, seize pilastres et un entablement. Il est aujourd'hui détruit. Jean Péru est également l'auteur de la Gloire en stuc située à la base de la voûte absidale. Cette dernière fut restaurée au XIXe siècle par le sculpteur Étienne-Napoléon Cournaud.
- Certaines des réparations des quais du Rhône endommagés par les inondations de 1674. Ces réparations et transformations furent réalisées sous la direction de l'architecte Louis-François de Royers de la Valfenière (1615 - 1688). L'inscription dédiée à la Vierge ayant été endommagée, Jean Péru fut chargé de la refaire. Il répara aussi la statue de Notre-Dame qui ornait cette partie du pont.
- La construction du grand escalier du Noviciat des Jésuites en 1685, et des ailes sud et est à partir de 1712. Ce dernier travail sera achevé par son fils, Jean-Baptiste Ier Péru, car il décède en 1723[10].
- En 1690, la construction de la chapelle de Saint-Bénézet dans l'église des Célestins, pour laquelle il sculpte une grande statue du saint en jeune pâtre (aujourd'hui dans la collégiale Saint-Didier d'Avignon), et quatre Vertus, dont trois se trouvent actuellement à la cathédrale Notre-Dame des Doms[11].
- À partir de 1694, l'hôtel de Galléans des Issarts (abusivement attribué à son concurrent Pierre II Mignard), ainsi que son orangerie[12].
- La construction de l'hôtel Raoux (35 rue Bonneterie) commencé en 1696, où il donne un dessin de façade nettement inspiré de l'hôtel de Beauvais, œuvre parisienne d'Antoine Le Pautre datée de 1654[12].
- L'hôtel de Puget de Chasteuil (rue Bonneterie également) contemporain du précédent.
- Il réalise la chapelle de Brantes, dans la Collégiale Saint-Agricol, de 1703 à 1707.
- De 1704 à 1712, il reconstruit l'hôtel de Salvador (rue de la Masse) ; un des maîtres-maçons à qui il confie le chantier est Jean-Baptiste Franque (précité), plus tard promis à une belle carrière d'architecte[12].
- De 1705 à 1719, il travaille à la chapelle des Pénitents Noirs Florentins d'Avignon (dans l'enclos des Grands Augustins, rue Louis-Pasteur - disparue), où il reconstruit l'anti-chapelle et la raccorde à l'existant au moyen d'une "ovale barlongue"[13].
- En mai 1707, il expertise les nombreuses malfaçons et erreurs de conception de l'église de Lambesc (commencée en 1700 sur les plans de l'architecte aixois Laurent Vallon), dont il fait abattre le dôme "construit contre les règles de l'art". L'année suivante, ce dôme sera réédifié sur les plans qu'il a laissés[14].

## Sculptures
Outre celles déjà citées :
- la Vierge à l'enfant ornant l'église Saint-Pierre d'Avignon (sur le trumeau séparant les portes)
- la première des différentes copies de la fameuse Vénus d'Arles dans son état initial avant son départ pour Versailles.
- le tombeau de l'abbé de Lacoste (Musée lapidaire, provenant du couvent de Saint-Martial)[15].
- nombre d'éléments du décor de la collégiale de l'Isle-sur-la-Sorgue, et notamment, à partir de 1688, la série de figures féminines allégoriques destinées à orner les écoinçons des arcs des chapelles latérales, ainsi que le bas-relief de l'Assomption placé au revers de la façade.
- Saint Jean Baptiste et sainte Elisabeth, deux statues de la chapelle de Brantes ainsi que quatre anges musiciens pour les pendentifs.

## Une dynastie d'architectes-sculpteurs
Aucune œuvre originale de Michel Péru, fondateur de la dynastie, ne nous est parvenue, les sculptures subsistantes du retable du maître-autel de la chapelle des pénitents noirs d'Avignon ayant été réalisées sous la direction du bolonais Domenico Borboni . Mais outre Jean, d'autres membres de la famille Péru furent artistes, surtout dans le double domaine de la sculpture et de l'architecture. 
Peuvent être cités : 

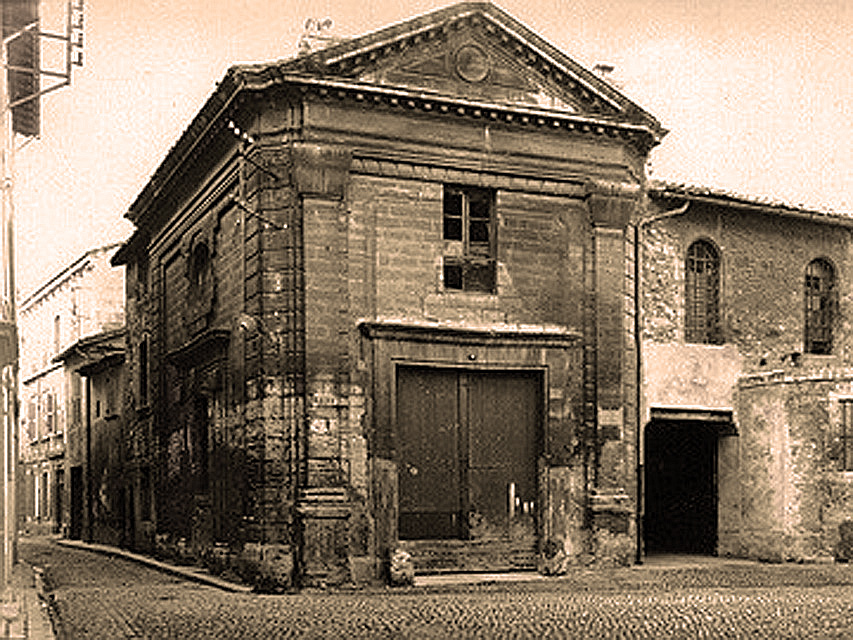
Chapelle des Pénitents violets.

- Pierre Péru (1649-1723), frère aîné de Jean, dont la carrière fut moins fertile mais à qui l'on doit le tombeau de Mgr de Marinis à Notre-Dames des Doms (1671) et les sculptures de la tribune baroque de cette église ; comme architecte, il travailla au Mont de Piété d'Avignon (1671), à l'Aumône Générale (1691)[18], et reconstruisit les infirmeries du couvent de Sainte-Praxède en 1696.
- Jean-Baptiste Ier Péru (1676-1744), fils de Jean, reprit les chantiers de son père aux Jésuites, agrandit en 1731 l'église de Châteaurenard, acheva à partir de 1732 l'église de Bédoin commencée sur les plans de Pierre II Mignard, construisit à partir de 1738 les escaliers et la plate-forme de Notre-Dame des Doms (achevés par Jean-Baptiste Franque après sa mort) et éleva en 1740 la curieuse anti-chapelle (restée inachevée) des Pénitents violets d'Avignon. En tant que sculpteur, on lui doit notamment le décor de la chapelle des Carmélites d'Arles, chaire à prêcher et maître-autel avec son retable, qu'il exécuta en 1718. Son principal chantier fut l'église de l'Oratoire d'Avignon, où il succéda en 1732 à Jean-Ange Brun et mena les travaux jusqu'à sa mort en 1744; on venait alors de poser la clef de voûte centrale.
- Jean-Baptiste II Péru (1707-1790), fils du précédent, acheva l'Oratoire après la mort de son père, construisit l'église de Morières en 1767 et celle de Sorgues l'année suivante. En 1776, il vérifia les travaux de l'église de Caumont pour laquelle il avait donné des projets mais qui fut finalement élevée sur les plans de Jean-Pierre Franque. On lui doit une extension majeure de l'ancienne cathédrale Saint-Véran de Cavaillon (chapelle des Âmes-du-Purgatoire, 1763). Il était également l'auteur de la porte de l'Oulle à Avignon, construite en 1786 et détruite au XIXe siècle. Comme sculpteur, Jean-Baptiste II réalisa le buste d'Esprit Calvet (aujourd'hui au Musée) et connut un succès certain dans la conception d'autels de marbres polychromes, dont celui des Célestins (1750 - de nos jours à l'église Saint-Didier), de l'église Saint-Agricol (1777, toujours en place), de la chapelle des religieuses de Sainte-Catherine (aujourd'hui à Saint-Agricol), et, de façon plus surprenante, ceux de l'église des Dominicains de Bordeaux et des cathédrales de Dax et Carcassonne. Jean-Baptiste II est aussi l'auteur de la petite pyramide - c'est plutôt un obélisque tronqué, mais au XVIIIe siècle le nom de pyramide était indistinctement usité - qui fut élevée en 1777 sur la fontaine de Fontcouverte, sur la route de Montfavet.
- Joseph Péru (1721-1800), frère cadet du précédent, abandonna les activités traditionnelles de sa famille pour se consacrer à la peinture. Après un long séjour en Italie en compagnie de son ami Joseph Caze de Fresquières[19], il revient à Avignon où il peine à se faire une clientèle ; on a de lui un grand tableau à la cathédrale de Cavaillon, Les Ames du Purgatoire, pendant que la seule œuvre conservée dans sa ville natale (Le Couronnement de la Vierge et Saint Michel, parfois attribuée à Nicolas Mignard !) a récemment été volée[20].